# عقابیان مارخور
عقابیان مارخور (نام علمی: Circaetinae) نام یک زیرخانواده از تیره بازان است.

## سرده‌ها و گونه‌ها
- سرده عقاب‌های مارخور
  - عقاب مارخور پنجه‌کوتاه،  C. gallicus
  - عقاب مارخور بودون،  C. beaudouini
  - عقاب مارخور کاکل‌سیاه،  C. pectoralis
  - عقاب مارخور قهوه‌ای،  C. cinereus
  - عقاب مارخور نواری جنوبی،  C. fasciolatus
  - عقاب مارخور نواری غربی،  C. cinerascens
- سرده Dryotriorchis
  - عقاب مارخور کنگو،  D. spectabilis
- سرده عقاب‌های مارگیر (خال‌پرنده‌ها)
  - عقاب مارخور کاکلی،  S. cheela
    - Bawean serpent eagle, S. (cheela) baweanus

  - عقاب مارخور نیکوبار جنوبی،  S. klossi
  - عقاب مارخور کوهی، S. kinabaluensis
  - عقاب مارخور سولاوسی،  S. rufipectus
  - عقاب مارخور فیلیپین،  S. holospilus
  - عقاب مارخور آندامان،  S. elgini
- سرده Eutriorchis [note ۱]
  - عقاب مارخور ماداگاسکاری،  E. astur
- سرده Terathopius
  - عقاب بندباز،  T. ecaudatus
- سرده Pithecophaga
  - عقاب فیلیپینی،  P. jefferyi